# Timón de codaste
En náutica, el timón de codaste es una pieza móvil vertical plana colocada en prolongación del codaste  que sirve para establecer el rumbo de un buque, formada por un tablón, una pieza de hierro, o algún material polimérico resistente articulado con goznes en el codaste o prolongación de la quilla por la parte de popa.

## Historia
Fue conocido como timón a la navaresca, "timón a la navarresa" o también "timón a la baionesa". A la navaresca era una expresión antigua para referirse a las buques de alto bordo, como las cocas. A la Navarresa o a la baionesa son denominaciones de los defensores de la tesis navarra.

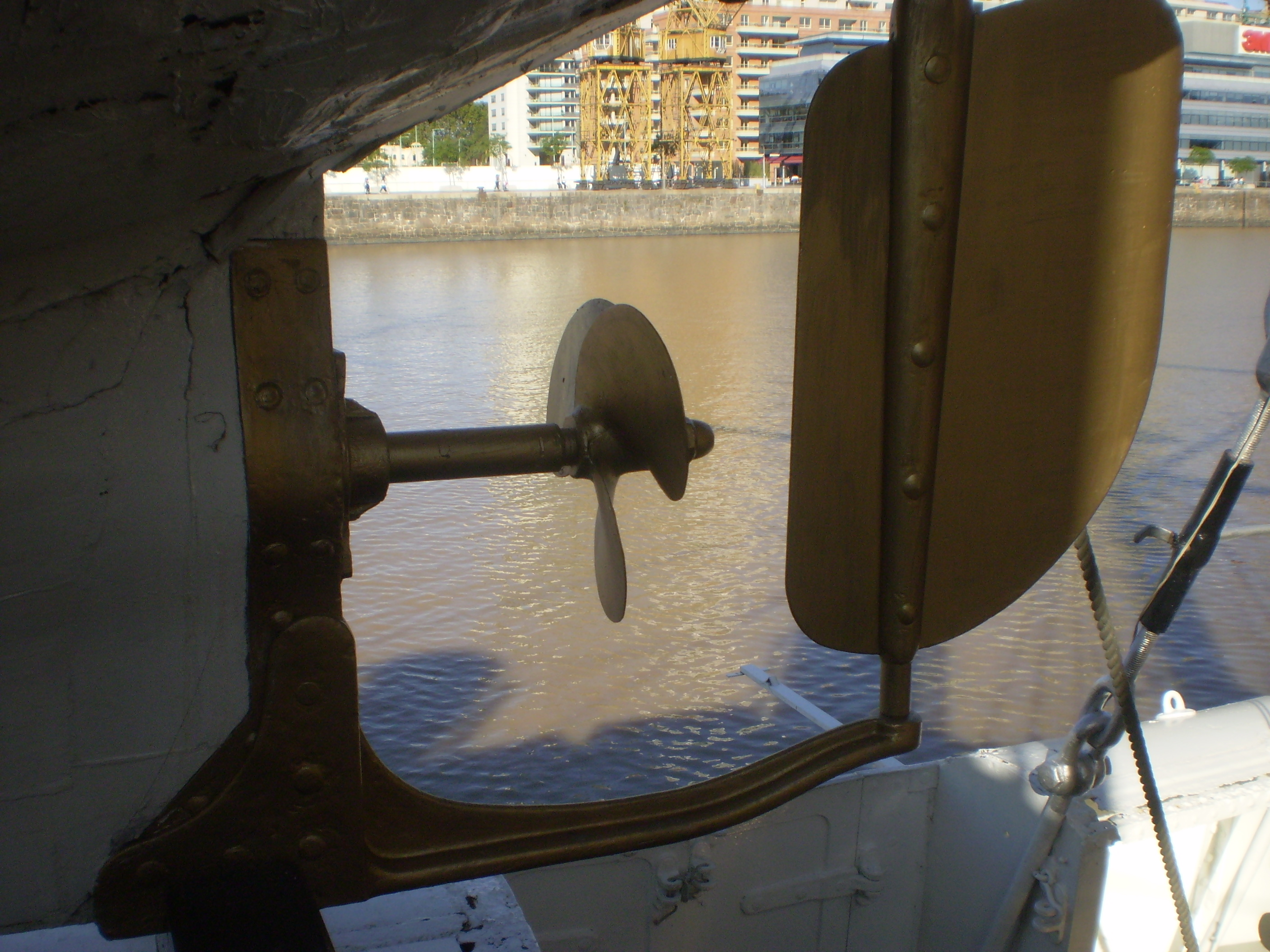
Timón de codaste.

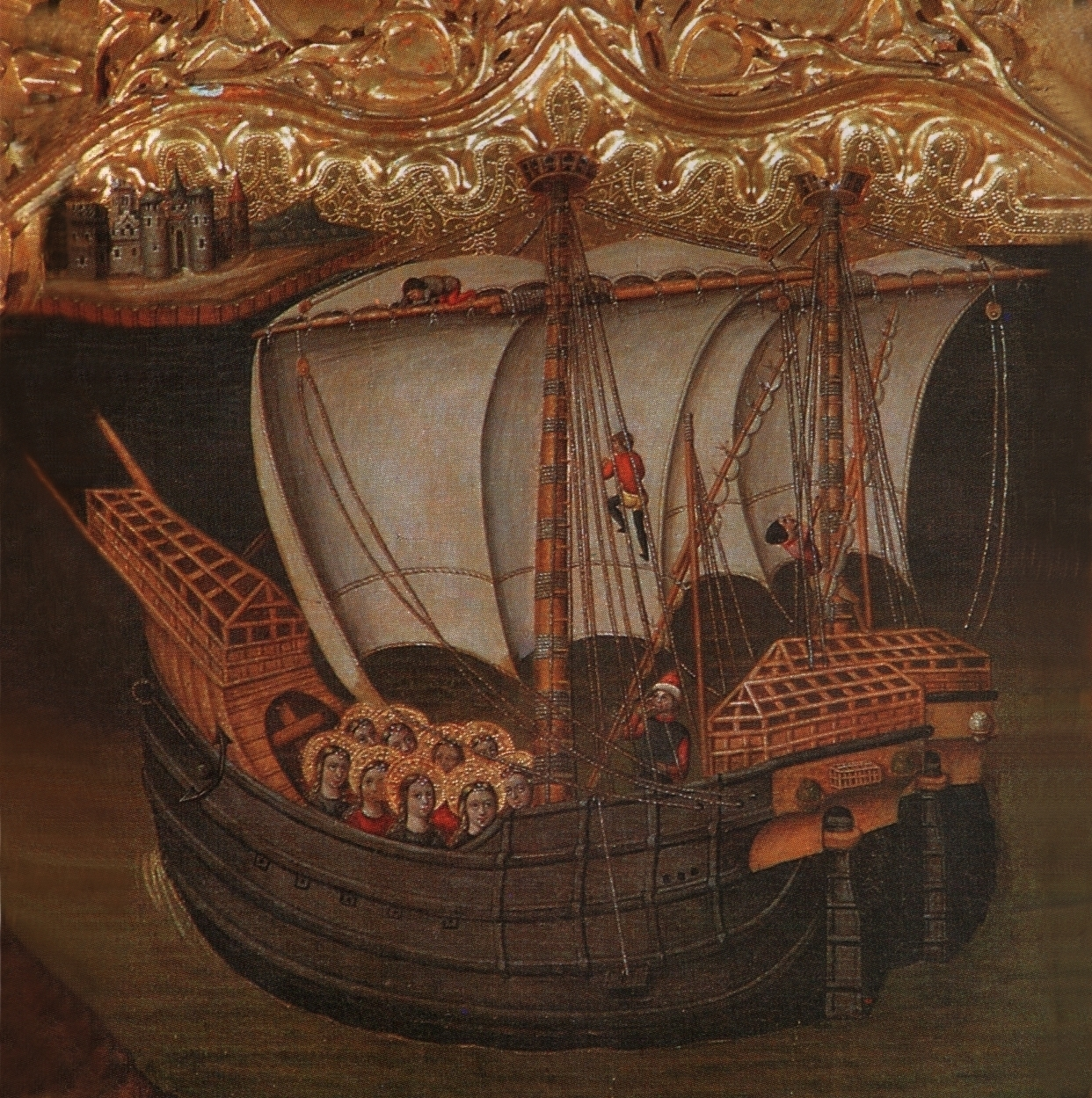
Naos catalanas con timón de codaste.

## Orígenes
Sus orígenes son desconocidos, pero casi todos los historiadores navales coinciden en que lo empezaron a emplear las cocas hanseáticas, aunque otros opinan que es casi seguro que nació a principios del siglo XIII en mares cerrados, como el Báltico o el Mediterráneo, en embarcaciones de remo ligeras. 
Existe evidencia de que el origen podría ubicarse en la China de la dinastía Song a fines del primer milenio. Utilizaban grandes naos muy bien equipadas y aptas para la navegación marítima de escala, que eran dirigidas por timones ubicados en el codaste.

Otros hechos de gran trascendencia desde el punto de vista náutico aparecieron en la primera parte del siglo XIII; se trata del timón de codaste... No ha sido posible aclarar de forma definitiva el momento de la aparición del timón en las marinas occidentales: lo que sí podemos decir es que primero se utilizó tímidamente en sustitución de las espadillas empleadas desde los primeros balbuceos de la navegación en el Mediterráneo y el Báltico,... Más adelante, cuando el timón de codaste empezó a generalizarse a principios del siglo XIII,....
El Buque en la Armada Española

## Fecha en que se generaliza su uso
Aunque no se ha podido aclarar cuándo empezó a utilizarse, las siguientes informaciones pueden orientar al lector sobre cuándo se generalizó su uso en la costa cantábrica y el mar del Norte.
Tomás Urzainqui Mina, en su libro La Navarra marítima, cree que el timón se sustituyó en el siglo XII, mientras que Enrique Manera, en El buque en la Armada Española, cree que fue en el XIII, sustituyendo al timón de espadilla, situado en la aleta.
Xabier Alberdi Lonbide y Álvaro Aragón Ruano, en su estudio La construcción naval en el País Vasco durante la Edad Media, retrasan aún más su generalización. Consideran que, aunque conocido desde finales del siglo XII y principios del XIII en embarcaciones menores, su implantación para buques mayores no se hizo hasta finales del siglo XIII.

Por lo observado, la innovación que más lentamente se generaliza es el timón de codaste. Aunque conocido desde fines del XII y principios del XIII, su uso implicaba la realización de importantes cambios en la morfología de las popas, lo cual supondría que se retardase su generalización... Hacia fines del siglo XIII, por fin, se realizan las transformaciones necesarias en la popa de las embarcaciones, para adecuarlas al timón de codaste, con lo que se dará origen al tipo de embarcación denominado por diversos autores como coca.

Este timón cambió la arquitectura naval y permitió viajar por los mares abiertos con mayor seguridad.
En el sello de la villa de Dam, en Flandes, en 1326, se ve una nave con este tipo de timón, lo que indica que ya se usaba en esa época.
En el estudio de Ramón Berraondo sobre los sellos de algunos concejos del Cantábrico con representaciones de naves, puede apreciarse que en el del concejo de San Sebastián de 1297, la nave representada no lleva timón de codaste sino de espadilla, lo que indica que a finales del siglo XIII el timón de codaste no estaba generalizado en la costa cantábrica. El mismo estudio ha mostrado representaciones de naos con timón en los sellos de algunos concejos marítimos ingleses del siglo XIII.
El timón de codaste fue un importante elemento que permitió mejorar y perfeccionar los veleros hasta llegar, junto con otras mejoras, a las carabelas y galeones. Sigue empleándose actualmente.

## La tesis navarra
Este tipo de timón, según Urzainqui, fue generalizado por las naves del Reino de Navarra.

## Tipos de timón